# Synagogue de Salzbourg
La synagogue de Salzbourg est une synagogue située dans la capitale du Land de Salzbourg en Autriche qui existe depuis 1901. Après la Seconde Guerre mondiale, elle est réparée par les Salzbourgeois de confession juive revenus dans la ville ainsi que d'anciens réfugiés juifs des régions orientales et a rouvert en 1968.

## Émergence

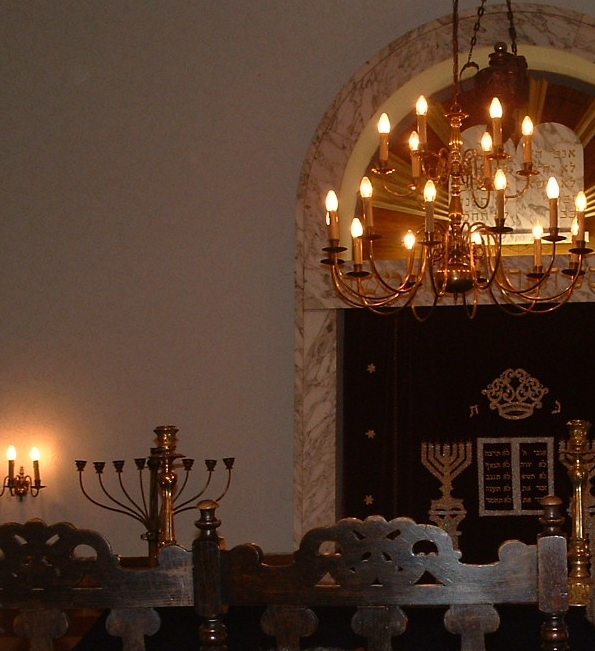
Vue intérieure de la synagogue

La construction de la synagogue de Salzbourg remonte à une initiative du propriétaire d'usine de Bohème Ignaz Glaser, qui s'est installé dans la communauté de Bürmoos à partir de 1881 et a fondé la production locale de verre. Glaser a mis à disposition des ressources financières substantielles pour la construction du temple dès 1891, mais n'a trouvé aucun soutien de la part des autorités responsables. Ce n'est que lorsque les citoyens juifs de Salzbourg ont commencé à s'aider eux-mêmes et que le professeur Gottlieb Winkler a acheté un petit terrain comme particulier à Lasserstraße (à la frontière entre Neustadt et Schallmoos) que les autorités se sont également ouvertes. Après que la maison de prière juive ait été en retrait de quelques mètres de la rue conformément aux prescriptions, l'inauguration a pu être célébrée avant le nouvel an juif de 1901.
A cette époque, la communauté juive de Salzbourg comptait environ 200 personnes. Ce petit nombre s'explique aussi par les multiples expulsions de Juifs de Salzbourg. En 1404, les Juifs furent expulsés pour la deuxième fois ; En 1498, le prince-évêque Leonhard von Keutschach chassa les quelques Juifs qui s'étaient réinstallés depuis lors pour la troisième fois et fit détruire la synagogue.
Les résidents de confession juive ont pu se réinstaller à Salzbourg sous l'archevêque Colloredo vers 1785 (droits égaux depuis 1791), mais dès 1813 sous la domination bavaroise, les Juifs se sont à nouveau vu refuser l'acquisition de terres. Dans la monarchie autrichienne, l'égalité des Juifs ne pouvait être réalisée que par la loi constitutionnelle de 1867. L'antiquaire Albert Pollak a également assisté à la cérémonie d'inauguration de la synagogue de Salzbourg en 1901, étant le premier juif à avoir obtenu la citoyenneté de la ville de Salzbourg sur la base de cette loi en 1867.

## National-socialisme et reconstruction

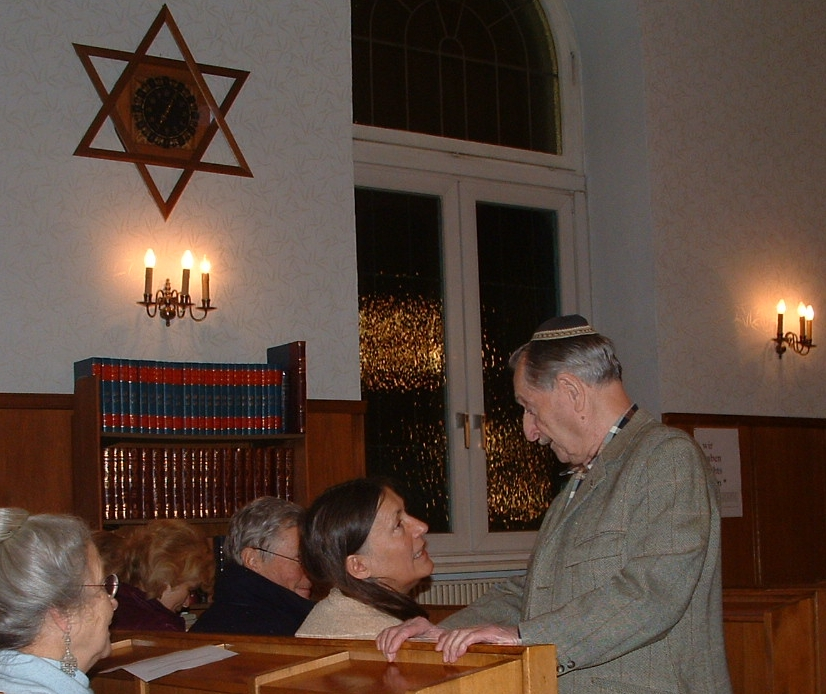
Marko Feingold dans la synagogue de Salzbourg

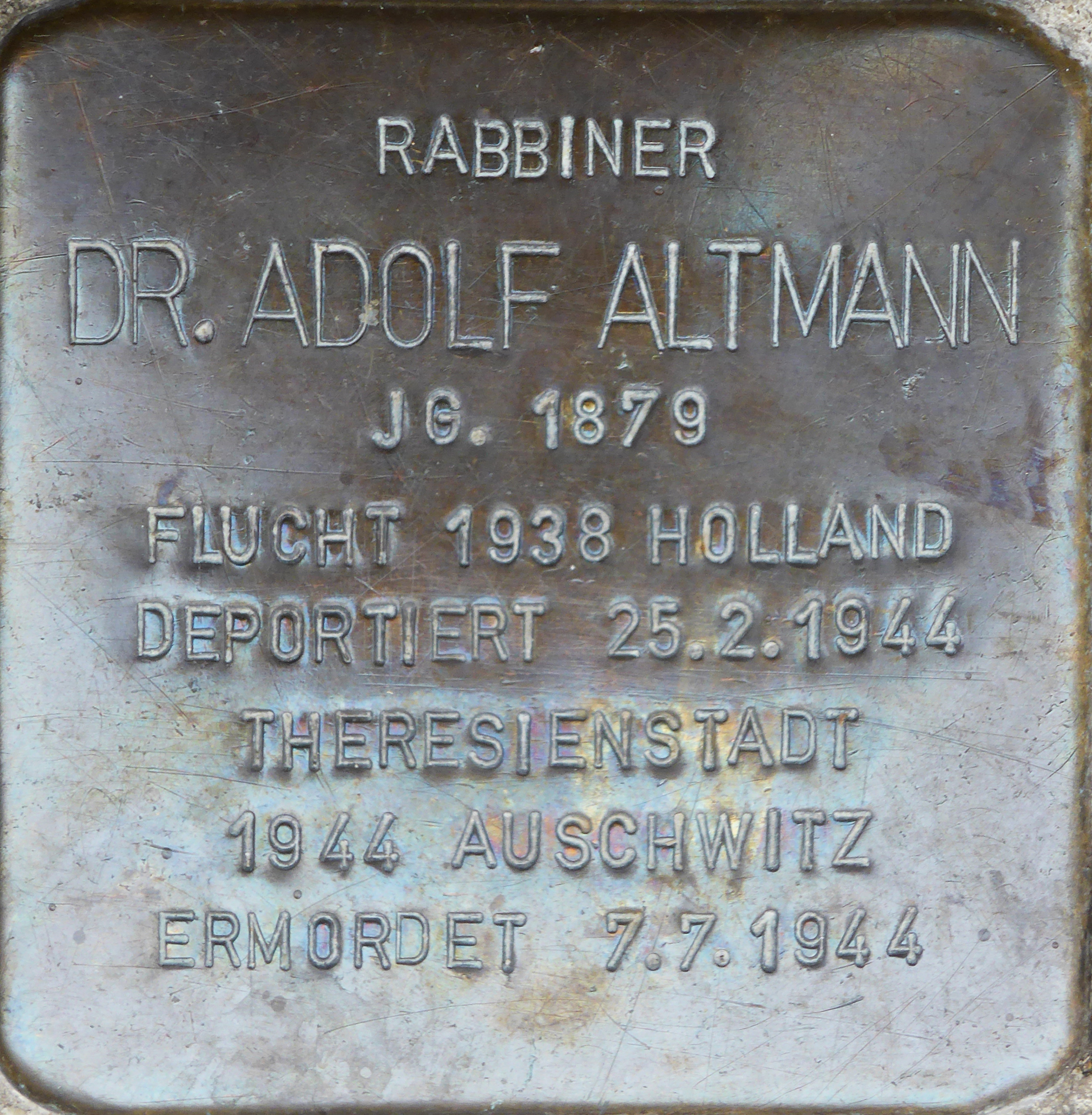
Pierre d'achoppement à Salzbourg devant la synagogue.

Sous la période nationale-socialiste, la synagogue fut profanée et considérablement endommagée lors du pogrom de novembre 1938, tout comme le cimetière juif d'Aigen plus tard. Pendant ce temps, plus de 230 Juifs de Salzbourg ont perdu leurs biens, leur patrie ancestrale et, dans de nombreux cas, leur vie. La maison de prière juive a été vendue de force à la police de Salzbourg pour 20 000 Reichsmarks, qui n'ont jamais été versés à la communauté.
Après 1945, les quelques Juifs de Salzbourg ainsi que plusieurs milliers de réfugiés des régions orientales se mirent à reconstruire la synagogue détruite. L'achèvement final n'a pu être rendu possible que par un don généreux du côté juif. Enfin, en 1968, la synagogue est à nouveau inaugurée avec un festival auquel participent également le gouverneur de Salzbourg Hans Lechner, le maire Alfred Bäck, ainsi que l'archevêque catholique et l'évêque évangélique.

## Centenaire en 2001
Lors de la célébration du centenaire de la maison de prière en 2001, Thomas Klestil, le président autrichien, est présent pour la première fois dans la synagogue. Aujourd'hui, la communauté juive de l'État de Salzbourg compte près de 50 membres et des offices ont lieu plusieurs fois par an dans la synagogue de Lasserstraße.

## Liens web
- Communauté religieuse israélite de Salzbourg
- La synagogue de Salzbourg sur haGalil.com